# Borne Sulinowo
Borne Sulinowo este un oraș în Polonia.